# Râul Valea lui Dăniș
Râul Valea lui Dăniș este un curs de apă, afluent al râului Bădeni. 